# Gauliga Ostthüringen
Die Gauliga Ostthüringen war eine der obersten Fußballligen des Verbandes Mitteldeutscher Ballspiel-Vereine (VMBV). Sie wurde 1909 zusammen mit der Gauliga Nordthüringen als Aufspaltung der Gauliga Thüringen gegründet und bestand bis zur Auflösung des VMBV 1933. Der Sieger qualifizierte sich für die Endrunde der mitteldeutschen Fußballmeisterschaft.

## Überblick
Zur Spielzeit 1909/10 wurde der Gau Thüringen in die Gaue Nordthüringen und Ostthüringen aufgeteilt, in denen fortan der Spielbetrieb für die Thüringer Mannschaften organisiert wurde. Die Gauliga Ostthüringen startete mit vier teilnehmenden Mannschaften. In der folgenden Saison wurden die Anzahl auf sechs Teilnehmer erhöht, diese Anzahl hatte mit Ausnahme der Spielzeit 1911/12, als es acht Teilnehmer gab, bis zum Beginn des Ersten Weltkriegs bestand.
Mit Beginn des Ersten Weltkrieges stockte vorerst der Spielbetrieb. Die 1. Klasse im Gau Ostthüringen wurde in vier Gruppen ausgespielt, die Ergebnisse sind nur teilweise überliefert. Entscheidungsspiele zwischen den Gruppensiegern fanden ebenfalls nicht statt. In der Saison 1915/16 war die Gauliga in vier Bezirke unterteilt, die vier Bezirkssieger trafen in einer K.-o.-Runde aufeinander, um den Gaumeister und Teilnehmer an der mitteldeutschen Fußballendrunde zu ermitteln. Die weiteren Kriegsspielzeiten fanden wieder im Rundenturnier statt. In den Saisons 1916/17 und 1917/18 war der GaumeisterOstthüringens nicht mehr direkt für die mitteldeutsche Fußballendrunde qualifiziert, sondern spielte zuerst gegen die Meister der anderen Thüringer Gauligen die Thüringer Fußballmeisterschaft aus. Nur dieser Sieger durfte dann an der mitteldeutschen Fußballendrunde teilnehmen.
Ab der  Spielzeit 1918/19 war die Gauliga Ostthüringen nur noch zweitklassig. Mit der Kreisliga Thüringen wurde eine neue oberste Spielklasse geschaffen, die neben dem Gau Ostthüringen noch die Gaue Kyffhäuser, Nordthüringen, Südthüringen, Wartburg und Westthüringen beinhaltete. Der VMBV entschloss sich dann 1919, auch die restlichen Gaue im Verbandsgebiet zu Kreisligen zusammenzufassen. Zur Spielzeit 1923/24 wurden die Kreisligen wieder abgeschafft, die Gauliga Ostthüringen war fortan wieder erstklassig und wurde zuerst mit acht Teilnehmern ausgespielt. Die Vereine aus dem Thüringer Vogtland und der Orlasenke wurden in den neugegründeten Gau Osterland versetzt. Ab 1926/27 wurde bis zur Auflösung der Gauliga mit zehn Vereinen gespielt.
Im Zuge der Gleichschaltung wurde der VMBV und demzufolge auch die Gauliga Ostthüringen, wenige Monate nach der Machtübernahme der Nationalsozialisten im Jahre 1933 aufgelöst. Der Gaumeister der Spielzeit 1932/33 erhielt einen Startplatz in der zukünftig erstklassigen Gauliga Mitte, die weiteren Mannschaften wurden in den unteren Spielklassen eingeordnet. 
Die Gauliga Ostthüringen wurde vom FC Carl Zeiss Jena (ab 1917 1. SV Jena) dominiert, der sich die Gaumeisterschaft zwölfmal sicher konnte. Mitte der 1910er erreichte der SC 1903 Weimar zweimal den Sieg in der Gauliga. Gegen Ende der 1920er erstarkte der SC Apolda, der viermal zu Meisterschaftsehren kam.

## Einordnung
Die übermäßige Anzahl an erstklassigen Gauligen innerhalb des VMBVs hatte eine Verwässerung des Spielniveaus verursacht, es gab teilweise zweistellige Ergebnisse in den mitteldeutschen Fußballendrunden. Die Vereine aus der Gauliga Ostthüringen gehörten anfangs zu den spielschwächeren Vereinen im Verband. Bis zur Ablösung durch die Kreisliga Thüringen schied der Gaumeister Ostthüringens immer in den ersten beiden Spielrunden der mitteldeutschen Fußballmeisterschaft aus. Erst ab den 1920er wuchs die Stärke der Ostthüringer Vereine. Dem 1. SV Jena gelang 1924/25 mit dem Erreichen des Finales der mitteldeutschen Fußballmeisterschaft der größte Erfolg für einen Verein aus dem Gau Ostthüringen. Dass am 19. April 1925 stattfindende Finale ging zwar gegen den VfB Leipzig 0:4 verloren, dennoch qualifizierte sich Jena durch diesen Erfolg für die Deutsche Fußballmeisterschaft 1924/25, bei der der Verein dem späteren deutschen Fußballmeister 1. FC Nürnberg im Achtelfinale 0:2 unterlag. In den kommenden beiden Spielzeiten konnte Jena jedoch nicht an diesen Erfolg anknüpfen, stattdessen folgten bereits in der ersten Runde hohe Niederlagen gegen schwächer eingeschätzte Mannschaften (1925/26 3:7 gegen den FC Wacker Gera, 1926/27 1.5 gegen die SpVgg Falkenstein). Ende der 1920er konnte der SC Apolda und der 1. SV Jena jeweils nochmal das Halbfinale der mitteldeutschen Fußballendrunde erreichen, der SC Apolda verlor sein Halbfinalspiel 1927/28 jedoch deutlich mit 1:16 gegen den Dresdner SC.
In der ab 1933 eingeführten erstklassigen Gauliga Mitte gehörte der 1. SV Jena ebenfalls zu den stärksten Vereinen und gewann viermal die Gaumeisterschaft. Ansonsten gelang mit dem SC Apolda nur noch einen weiteren Verein aus dem ehemaligen Gau Ostthüringen bis 1944 der Sprung in die Gauliga Mitte.

## Meister der Gauliga Ostthüringen 1910–1933
| Jahr    | Gaumeister Ostthüringen | Abschneiden mitteldt. Meisterschaft a | Mitteldeutscher Meister       |
| ------- | ----------------------- | ------------------------------------- | ----------------------------- |
| 1909/10 | FC Carl Zeiss Jena      | Vorrunde (1)                          | VfB Leipzig                   |
| 1910/11 | FC Carl Zeiss Jena      | Vorrunde (1)                          | VfB Leipzig                   |
| 1911/12 | FC Carl Zeiss Jena      | Viertelfinale (2)                     | SpVgg 1899 Leipzig-Lindenau   |
| 1912/13 | FC Carl Zeiss Jena      | Halbfinale A (2)                      | VfB Leipzig                   |
| 1913/14 | SC 1903 Weimar          | 1. Runde (1)                          | SpVgg 1899 Leipzig-Lindenau   |
| 1914/15 | nicht beendet           | keine mitteldeutsche Endrunde         | keine mitteldeutsche Endrunde |
| 1915/16 | SC 1903 Weimar          | 1. Zwischenrunde (2)                  | FC Eintracht Leipzig          |
| 1916/17 | 1. SV Jena b            | keine Teilnahme b                     | Hallescher FC 1896            |
| 1917/18 | 1. SV Jena b            | Halbfinale (3) b                      | VfB Leipzig                   |
| 1918/19 | Kreisliga Thüringen     | Kreisliga Thüringen                   | Hallescher FC 1896            |
| 1919/20 | Kreisliga Thüringen     | Kreisliga Thüringen                   | VfB Leipzig                   |
| 1920/21 | Kreisliga Thüringen     | Kreisliga Thüringen                   | FC Wacker Halle               |
| 1921/22 | Kreisliga Thüringen     | Kreisliga Thüringen                   | SpVgg 1899 Leipzig-Lindenau   |
| 1922/23 | Kreisliga Thüringen     | Kreisliga Thüringen                   | SV Guts Muts Dresden          |
| 1923/24 | 1. SV Jena              | 2. Runde (2)                          | SpVgg 1899 Leipzig-Lindenau   |
| 1924/25 | 1. SV Jena              | Finale (5)                            | VfB Leipzig                   |
| 1925/26 | 1. SV Jena              | 1. Runde (1)                          | Dresdner SC                   |
| 1926/27 | 1. SV Jena              | 1. Runde (1)                          | VfB Leipzig                   |
| 1927/28 | SC Apolda               | Halbfinale (4)                        | FC Wacker Halle               |
| 1928/29 | SC Apolda               | Viertelfinale (3)                     | Dresdner SC                   |
| 1929/30 | SC Apolda               | Viertelfinale (3)                     | Dresdner SC                   |
| 1930/31 | 1. SV Jena              | Halbfinale (4)                        | Dresdner SC                   |
| 1931/32 | SC Apolda               | 3. Vorrunde (3)                       | PSV Chemnitz                  |
| 1932/33 | 1. SV Jena              | 2. Runde (2)                          | Dresdner SC                   |

## Rekordmeister
Rekordmeister der Gauliga Ostthüringen ist der FC Carl Zeiss Jena/1. SV Jena, der den Titel zwölf Mal gewinnen konnten.
|  | Verein                        | Titel | Jahr |
|  | ----------------------------- | ----- | --- |
|  | FC Carl Zeiss Jena/1. SV Jena | 12    | 1909/10, 1910/11, 1911/12, 1912/13, 1916/17, 1917/18, 1923/24, 1924/25, 1925/26, 1926/27, 1930/31, 1932/33 |
|  | SC Apolda                     | 4     | 1927/28, 1928/29, 1929/30, 1931/32                                                                         |
|  | SC 1903 Weimar                | 2     | 1913/14, 1915/16                                                                                           |

## Ewige Tabelle
Berücksichtigt sind alle überlieferten Spielzeiten der erstklassigen Gauliga Ostthüringen von 1909 bis 1933. Die Spielzeit 1914/15 ist nur teilweise überliefert, aus der Spielzeit 1915/16 wurde nur die überlieferte K.-o.-Runde aufgenommen. Da es in den Spielzeiten 1911/12 und 1914/15 zu Spielen kam, die als Niederlage für beide Mannschaften gewertet wurden, gibt es mehr Gegenpunkte als Pluspunkte. 
| Pl. | Verein                              | Jahre | Sp. | S   | U  | N   | T+  | T-  | Diff. | Punkte  | Ø-Pkt. | Titel | Spielzeiten                   |
| --- | ----------------------------------- | ----- | --- | --- | -- | --- | --- | --- | ----- | ------- | ------ | ----- | ----------------------------- |
| 1.  | FC Carl Zeiss Jena/1. SV Jena       | 19    | 223 | 172 | 20 | 31  | 852 | 243 | +609  | 364:82  | 1,63   | 12    | 1909–1918, 1923–1933          |
| 2.  | SC Apolda                           | 10    | 164 | 105 | 17 | 42  | 574 | 316 | +258  | 227:101 | 1,38   | 4     | 1923–1933                     |
| 3.  | SC 1903 Weimar                      | 19    | 225 | 88  | 32 | 105 | 449 | 547 | −98   | 208:242 | 0,92   | 2     | 1909–1918, 1923–1933          |
| 4.  | VfB Apolda                          | 10    | 168 | 91  | 22 | 55  | 456 | 319 | +137  | 204:132 | 1,21   | 0     | 1923–1933                     |
| 5.  | VfB Rudolstadt                      | 10    | 165 | 71  | 25 | 69  | 399 | 396 | +3    | 167:163 | 1,01   | 0     | 1923–1933                     |
| 6.  | FV Saalfeld 1906 / VfL 06 Saalfeld  | 12    | 166 | 67  | 26 | 73  | 369 | 422 | −53   | 160:172 | 0,96   | 0     | 1915–1918, 1924–1933          |
| 7.  | SV 1910 Kahla                       | 9     | 154 | 64  | 25 | 65  | 391 | 382 | +9    | 153:155 | 0,99   | 0     | 1923/24, 1925–1933            |
| 8.  | BC Vimaria 1903 Weimar              | 15    | 194 | 57  | 33 | 104 | 359 | 500 | −141  | 147:241 | 0,76   | 0     | 1909–1915, 1923–1931, 1932/33 |
| 9.  | SC Jena 1908 / SpVgg Jena           | 10    | 146 | 34  | 20 | 92  | 233 | 439 | −206  | 88:204  | 0,6    | 0     | 1911–1914, 1923–1930          |
| 10. | VfL Richthofen Weimar               | 6     | 108 | 27  | 22 | 59  | 199 | 328 | −129  | 76:140  | 0,7    | 0     | 1926/27, 1928–1933            |
| 11. | VfB 1911 Jena                       | 6     | 84  | 21  | 18 | 45  | 157 | 246 | −89   | 60:108  | 0,71   | 0     | 1911–1914, 1930–1933          |
| 12. | SC 1904 Gera                        | 8     | 50  | 12  | 9  | 29  | 78  | 178 | −100  | 33:67   | 0,66   | 0     | 1909–1917                     |
| 13. | Sp. Abt des TV Weimar               | 2     | 19  | 6   | 2  | 11  | 31  | 60  | −29   | 14:24   | 0,74   | 0     | 1910–1912                     |
| 14. | VfB Oberweimar                      | 1     | 18  | 2   | 3  | 13  | 28  | 76  | −48   | 7:29    | 0,39   | 0     | 1932/33                       |
| 15. | Vereinigte Turner Apolda c          | 1     | 4   | 2   | 0  | 2   | 10  | 2   | +8    | 4:40    | 1      | 0     | 1914/15                       |
| 16. | SpV Hohenzollern Naumburg           | 1     | 12  | 2   | 0  | 10  | 11  | 68  | −57   | 4:20    | 0,33   | 0     | 1911/12                       |
| 17. | Sportfreunde Apolda                 | 1     | 18  | 1   | 2  | 15  | 20  | 81  | −61   | 4:32    | 0,22   | 0     | 1927/28                       |
| 18. | Sp.Abt der Turnerschaft Gera-Rubitz | 1     | 0   | 0   | 0  | 0   | 0   | 0   | ±0    | 0:0     | 0      | 0     | 1914/15                       |
| 19. | FC Concordia Gera                   | 1     | 0   | 0   | 0  | 0   | 0   | 0   | ±0    | 0:0     | 0      | 0     | 1914/15                       |
| 20. | SC Zwötzen                          | 1     | 0   | 0   | 0  | 0   | 0   | 0   | ±0    | 0:0     | 0      | 0     | 1914/15                       |
| 21. | FC Thüringen Weida                  | 1     | 0   | 0   | 0  | 0   | 0   | 0   | ±0    | 0:0     | 0      | 0     | 1914/15                       |
| 22. | BC Apolda                           | 1     | 4   | 0   | 0  | 4   | 3   | 6   | −3    | 0:80    | 0      | 0     | 1914/15                       |
| 23. | FC Preußen Apolda c                 | 1     | 4   | 0   | 0  | 4   | 1   | 11  | −10   | 0:80    | 0      | 0     | 1914/15                       |